# هریسون بارنز
هریسون بارنز (انگلیسی: Harrison Barnes، زاده ۳۰ مه ۱۹۹۲) بازیکن بسکتبال اهل ایالات متحده آمریکا است.
وی سابقه بازی در تیم‌های گلدن استیت واریرز و دالاس ماوریکس را دارد. بارنس به همراه تیم ملی بسکتبال ایالات متحده آمریکا توانسته مدال طلا مسابقات بسکتبال بازی‌های المپیک تابستانی ۲۰۱۶ را کسب کند.